# Кщот, Адам
Адам Кщот (пол. Adam Kszczot, 2 сентября 1989 года) — польский бегун на средние дистанции, чемпион Европы 2014 и 2016 годов и чемпион Европы в помещении 2011, 2013 и 2017 годов на дистанции 800 метров, призёр чемпионатов мира. Участник летних Олимпийских игр 2012 и 2016 годов.

## Биография
В 2007 году выиграл бронзовую медаль в беге на 800 метров на юниорском чемпионате Европы. После перехода в молодёжную категорию дважды стал чемпионом континента среди спортсменов до 23 лет (2009, 2011).
Первых успехов на взрослом уровне добился в 2010 году, когда финишировал третьим на чемпионате мира в помещении и летнем чемпионате Европы.
В 2011 году выиграл чемпионат Европы в помещении и бежал в финале чемпионата мира (шестое место).
На Олимпийских играх в Лондоне дошёл до полуфинала в беге на 800 метров.
Защитил титул зимнего чемпиона Европы в 2013 году. Выступал на чемпионате мира года в Москве, но не смог выйти в финал.
На чемпионате Европы по лёгкой атлетике 2014 года выиграл дистанцию 800 метров с результатом 1.44,15. На последнем этапе Бриллиантовой лиги 2014 года в Брюсселе Адам Кщот установил свой новый личный (и национальный) рекорд в беге на 1000 метров — 2.15,72.
В финале чемпионата мира 2015 года уступил 0,24 секунды мировому рекордсмену Дэвиду Рудише и завоевал серебряную медаль.
Второй раз подряд стал летним чемпионом Европы в 2016 году, выиграв в финале с результатом 1.45,18. На Олимпийских играх в Рио-де-Жанейро занял третье место в полуфинале и не смог попасть в решающий забег (по показанному результату, 1.44,70, был лучшим среди выбывших участников).
Зимой 2017 года в третий раз в карьере выиграл чемпионат Европы в помещении.
В финале чемпионата мира 2017 года уступил на финише только французу Пьеру-Амбруазу Боссу и во второй раз подряд выиграл серебряную медаль турнира.